# Jintan
Jintan (en xinès simplificat: 金坛; en xinès tradicional: 金壇; en pinyin: Jīntán) és comtat equiparable a una ciutat de la prefectura de Changzhou, a la provincia de Jiangsu de la República Popular de la Xina. El codi postal de Jintan és el 213200.

## Transport
Jintan està aproximadament a 2 o 3 hores de distància de Shanghai viatjant en un autocar de carretera. L'aeroport més pròxim és el de Changzhou.

## Demografia
Jintan tenia 556.900 habitants segons el cens de 2008 en un total de 982 km². Algunes persones parlen el xinès Wu en aquesta ciutat. La gran majoria de la població és d'ètnia han. Des de 2007 (anteriorment eren quinze) Jintan està administrada en set pobles o barris:
- Jincheng (centre)
- Luling
- Yaotang
- Zhixi
- Zhuling
- Xuebu
- Zhiqian

## Economia
Jintan és una ciutat netament industrial relativament important. És coneguda per la producció de vinagre marró. El 2008 el seu PIB va arribar a 26.300 milions de iuans i la renda per capita als 48.257 iuans.

## Fills Il·lustres
- Hua Luogeng, matemàtic (1910 – 1985)
- Duan Yucai, filòleg (1735 - 1815)
- Wang Kentang,, metge (1549 - 1613)
- Dai Shulun, poeta (732 - 789)
- Chu Guangxi, poeta (706 - 763)